# Schrebitz (Jahnatal)

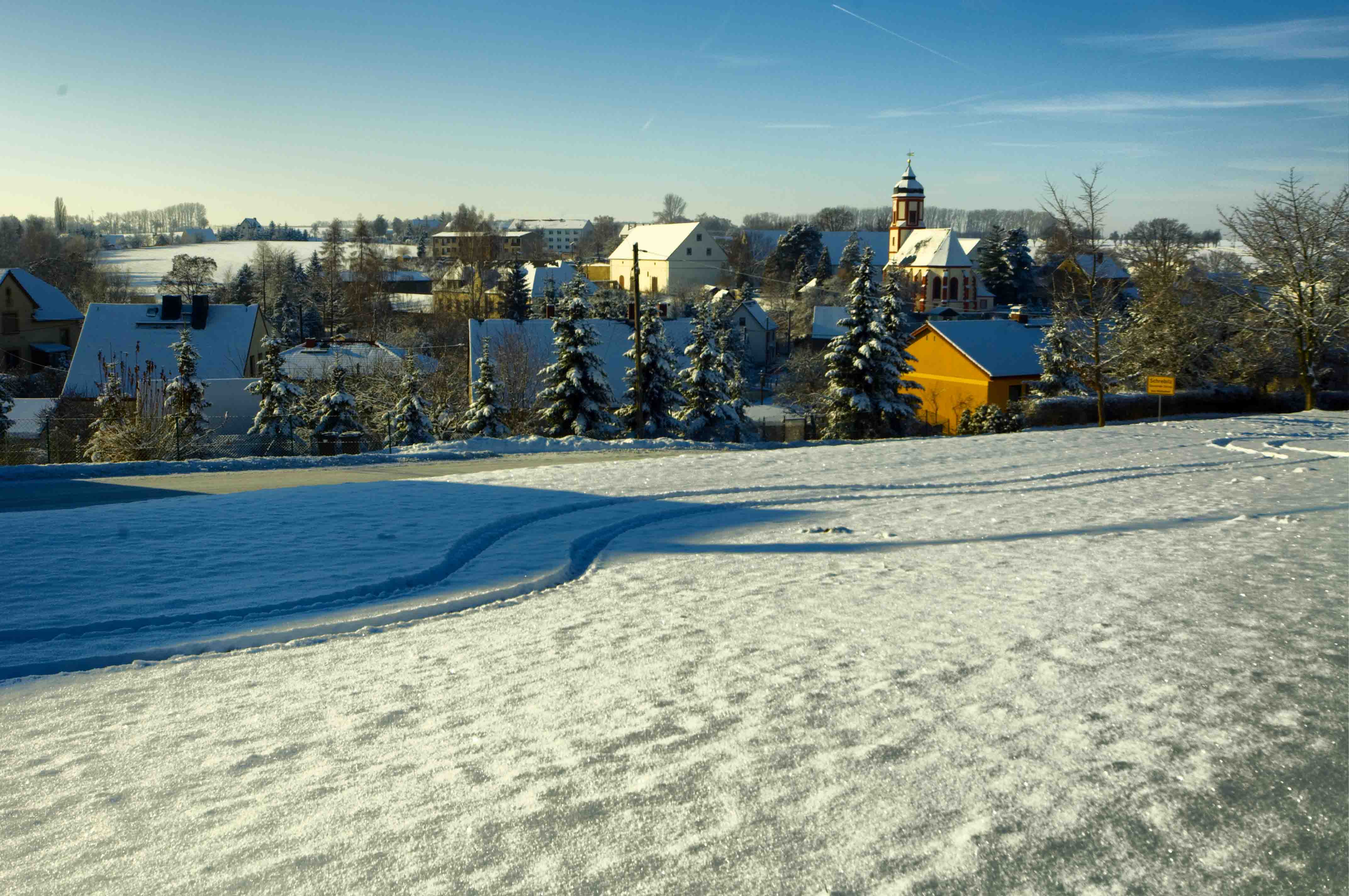
Schrebitz im Winter 2010

Schrebitz ist ein Ortsteil der Gemeinde Jahnatal im Landkreis Mittelsachsen.

## Geographie
Das straßenangerähnliche Dorf am Krebsbach, mit zeilenförmigen Erweiterungsabbauten beziehungsweise Block- und Streifenfluren, liegt etwa 5 km südöstlich der Städte Mügeln, 10 km nordwestlich von Döbeln und 11 km nordöstlich von Leisnig. Sitz der Gemeindeverwaltung ist Ostrau, das 7 km östlich entfernt liegt.

## Überblick
| Paschkowitz | Mügeln                                      | Naundorf   |
| Sornzig     | Kompassrose, die auf Nachbargemeinden zeigt | Ostrau     |
| Gallschütz  | Kiebitz                                     | Obersteina |

### Ortsgliederung
Zu Schrebitz gehören folgende Ortsteile:
- Däbritz
- Görlitz (1936 nach Schrebitz eingemeindet[2])
- Döhlen (1936 als Ortsteil von Görlitz nach Schrebitz eingemeindet[3])
- Sömnitz (1950 ohne Gaschütz nach Schrebitz eingemeindet)[4]

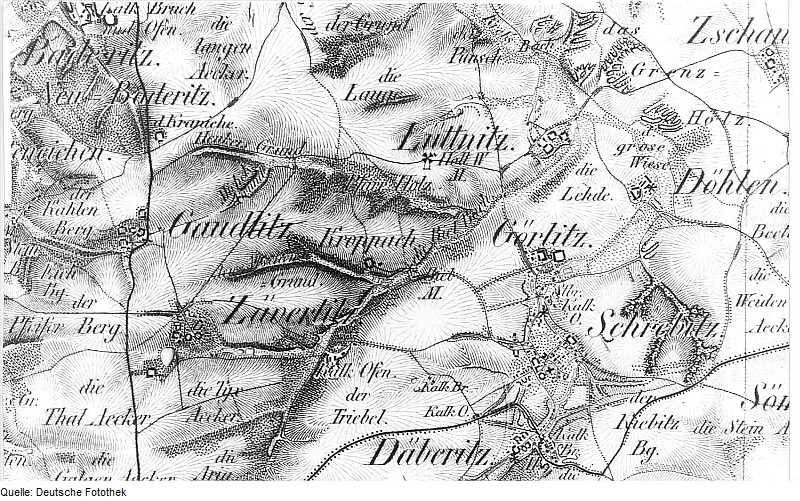
Schrebitz 1839–1840

## Geschichte
Aufgrund der geschützten Lage und des fruchtbaren Bodens an den Ausläufern der Lommatzscher Pflege war das Gebiet bereits seit dem Neolithikum besiedelt. Während der Ostbesiedlung lag der Ort im sorbischen Gau Daleminzien an der Verbindungsstraße, welche von Zornoseky, dem Ort der Mühlsteinhauer, zum slawischen Zentralheiligtum, nach Glomaci, führte. Die urkundliche Ersterwähnung befindet sich  als Serebez in einer Schenkungsurkunde von 1064  der Kaiserinwitwe Agnes. Unter der Kirche und dem Friedhof wird ein Ringwall vermutet, da 1271 ein burgwardum des Hermannus de Schrebez erwähnt wird. Schrebitz war zugleich Urkirche. Aus dem Bereich der Urkirche sonderten sich die Pfarrsprengel Altmügeln, Schweta und Sornzig ab. Das verbleibende, aus zehn Dörfern bestehende Kirchspiel schenkte Markgraf Heinrich III. 1268 dem Kloster Seußlitz, das diesen Besitz unter der Schirmherrschaft des Amtes Meißen bis zur Reformation innehatte. Nach der Säkularisation kam die Vogtei  Schrebitz (Amtsdorf) an die 1543 ins Leben gerufene Landesschule St. Afra zu Meißen und wurde ein Teil des Meißner Schulamtes mit eigenem Dingstuhl in Schrebitz. Der an die Stelle des Seuslitzers Klostervoigts getretene Gerichtsvoigt, welcher in Schrebitz wohnte, hatte in denen zur Voigtei gehörigen Dörfer die Steuern einzutreiben und die Rechte der Ober- und Untergerichte und der Kirchenlehnen wahrzunehmen. Die Vogtei Schrebitz, zu welcher sechzehn Dörfer gehörten, war unter vier Viertelsmeistern aufgeteilt:
| Gerichtsstuhl         | dazugehörige Dörfer |
| --------------------- | --- |
| Erster Gerichtsstuhl  | Schrebitz, Sömnitz, Däbritz, Görlitz, Döhlen, Graumnitz, Göldnitz, Oberlützschera, Strölla, Gaschütz, Gohris und Tronitz |
| Zweiter Gerichtsstuhl | Gallschütz, Wöllsdorf |
| Dritter Gerichtsstuhl | Obergrauschwitz |
| Vierter Gerichtsstuhl | Glossen |

Letzter Gerichtsvoigt war Christian Friedrich Barnatz (1749–1835). Ab 1835 gehörte das Schulamt und damit auch Schrebitz zum Justizamt Mügeln. Die Schrebitzer Pfarrei war eine der stärksten in Sachsen. 1843 wurde Schrebitz dem Amt Mügeln mit Sornzig und 1875 der Amtshauptmannschaft Oschatz zugeordnet. Am 15. September 1884 wurde die Bahnstrecke Oschatz–Mügeln–Döbeln eröffnet und Schrebitz erhielt Eisenbahnanschluss mit insgesamt drei Haltestellen, im Ortsteil Görlitz, in Schrebitz Nord und dem Bahnhof Schrebitz. 1923 wurden im Dorf zwei Kalkwerke betrieben. Am 1. Juli 1950 wurde die bis dahin eigenständige Gemeinde Sömnitz eingegliedert. Am selben Tag wurde Schrebitz durch die DDR-Kreisreform an die Amtshauptmannschaft Döbeln, dem ab 1952 benannten Kreis Döbeln angegliedert. 1964 wurde der Personen- und Gütereisenbahnverkehr eingestellt. 1946 bis 1950 verdoppelte sich die Zahl der Einwohner durch den Zuzug von Vertriebenen. Die Bodenreform zerstörte nachhaltig jahrhundertelang gewachsene Eigentumsstrukturen. Nach stalinistischem Vorbild des Kolchos wurde die LPG „Erich Weinert“ gegründet und 1989 abgewickelt. 1975 bis 1977 wird ein neues Feuerwehrhaus errichtet, welches im Jahr 2000 um Toiletten und Schulungsräume erweitert wurde. Am 1. Januar 1999 verlor die Gemeinde Schrebitz aufgrund der Gemeindegebietsreform ihre Selbständigkeit und wurde in die Gemeinde Ostrau eingegliedert, die wiederum zum 1. Januar 2023 mit Zschaitz-Ottewig zu Jahnatal fusionierte.
Die evangelisch-lutherische Kirchengemeinde gehört zum Kirchenbezirk Leisnig-Oschatz und zum Kirchspiel Ablaß mit Ablaß, Börtewitz, Gallschütz, Kiebitz, Rittmitz und Sornzig. 2000 wurde der Schulbetrieb geschlossen. In den Räumen des ehemaligen Schulgebäudes befinden sich heute Vereine und das Schrebitzer Heimatmuseum.

### Gemeindebuch Schrebitz

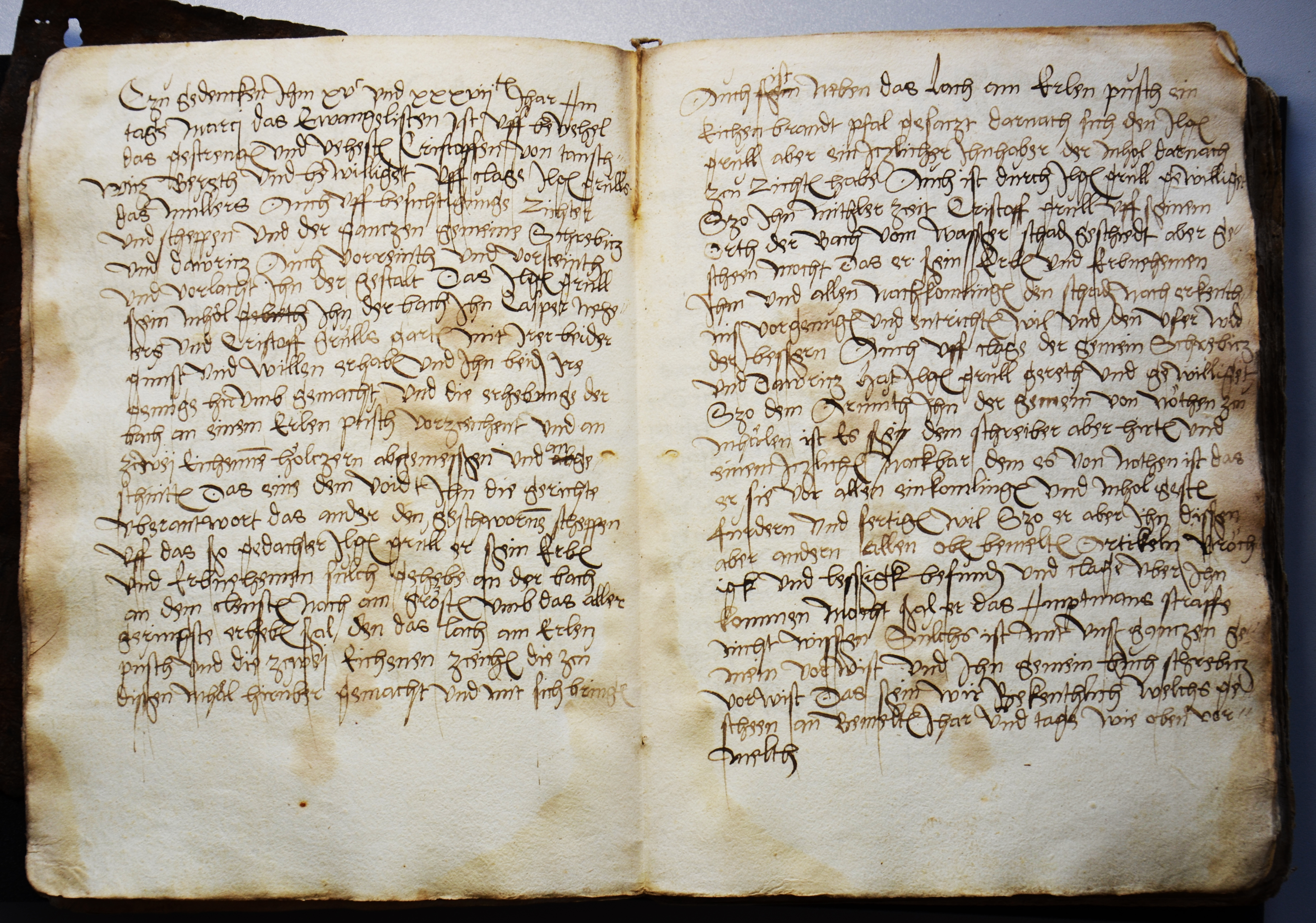
Doppelseite (Folio 8v/9r) aus dem frühneuzeitlichen Gemeindebuch Schrebitz.

Das Gemeindebuch Schrebitz ist als Gerichtshandelsbuch eine bedeutende frühneuzeitliche Quelle der freiwilligen Gerichtsbarkeit in Sachsen. Die 254 Seiten umfassende Handschrift enthält im Wesentlichen Einträge des 16. Jahrhunderts, wobei die früheste Datierung das Jahr 1517 nennt und der späteste Eintrag von 1669 stammt. Das Dorfgerichtsbuch diente in erster Linie der Niederschrift von Rechtsgeschäften in Schrebitz und umliegenden Siedlungen. Das Werk war bis zur Wiederentdeckung in der ersten Hälfte des 20. Jahrhunderts verschollen. Diesem Umstand ist zu verdanken, dass das Gemeindebuch Schrebitz das seltene Beispiel eines fast unverändert erhaltenen frühneuzeitlichen Gerichtshandelsbuches darstellt.

## Entwicklung der Einwohnerzahl
| Jahr | Einwohner |
| ---- | --------- |
| 1834 | 526       |
| 1871 | 614       |
| 1910 | 584       |
| 1950 | 1119      |
| 1964 | 880       |
| 1990 | 653       |
| 2009 | 451       |
| 2015 | 406       |

## Kultur und Sehenswürdigkeiten
- spätgotische Wenzelkirche, frühes 16. Jh., Turm Mitte 18. Jh.
- Antoniuskreuz (Steinkreuz)
- Historisches Kalkwerk
- Vier-Seiten-Hof mit Kummet-Halle
- Kriegerdenkmal Erster Weltkrieg
- Schrebitzer Heimatmuseum

## Wirtschaft und Infrastruktur
Die Landwirtschaft prägt das Dorf, insbesondere der Anbau von Obst und Hopfen. Die Kalkproduktion des 19. Jh. wurde eingestellt. Nach der Wende entstanden Kleingewerbe und Servicebetriebe.

### Verkehr
Durch das Ortsgebiet führt die K 7506 mit direktem Anschluss an die S35. Der Ort ist über die A14 über die Autobahnanschlüsse Leisnig und Döbeln Nord gut zu erreichen.

### Hochwassertechnische Anlage
- Hochwasserrückhaltebecken Schrebitz

## Persönlichkeiten
- Horst Karl Hessel (1916–2006), Sächsischer Komponist und Musiker
- Guido Uhlemann (1824–1904), Sächsischer Politiker
- Friedrich August Mücke (* 1788 in Sorau; † um 1867), Sächsischer Theologe, Philosoph und Schriftsteller
- Sonja Ruf (* 1967), Schriftstellerin

## Trivia

### Das Blutwunder zu Schrebitz
1672 hat das einjährige Kind des Schneiders Hans Kurtens sieben Tage lang Blut geweint und war dabei nicht krank.

### Der Schrebitzer Brückensturz
Am 18. November 1919 ereignete sich an der Eisenbahnbrücke Däbritz ein schweres Zugunglück. Die Lokomotive des Personenzuges 5750 und einige Personenwagen waren aus acht Metern Höhe von der Brücke gestürzt. Das Unglück forderte fünf Tote und 15 Schwerverletzte.

## Galerie

Schrebitz am 30. Juli 2003
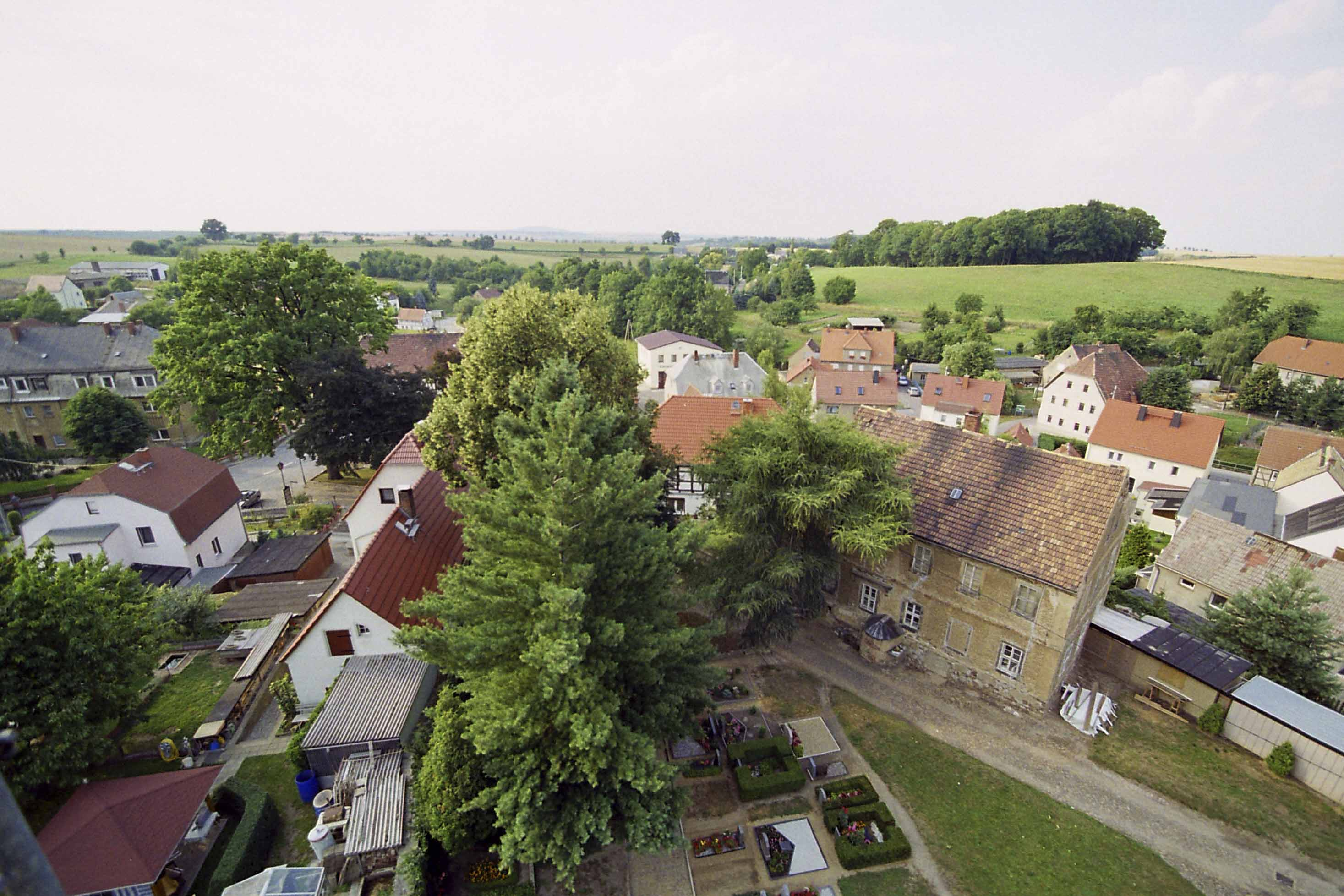
Blick vom Kirchendach nach Norden
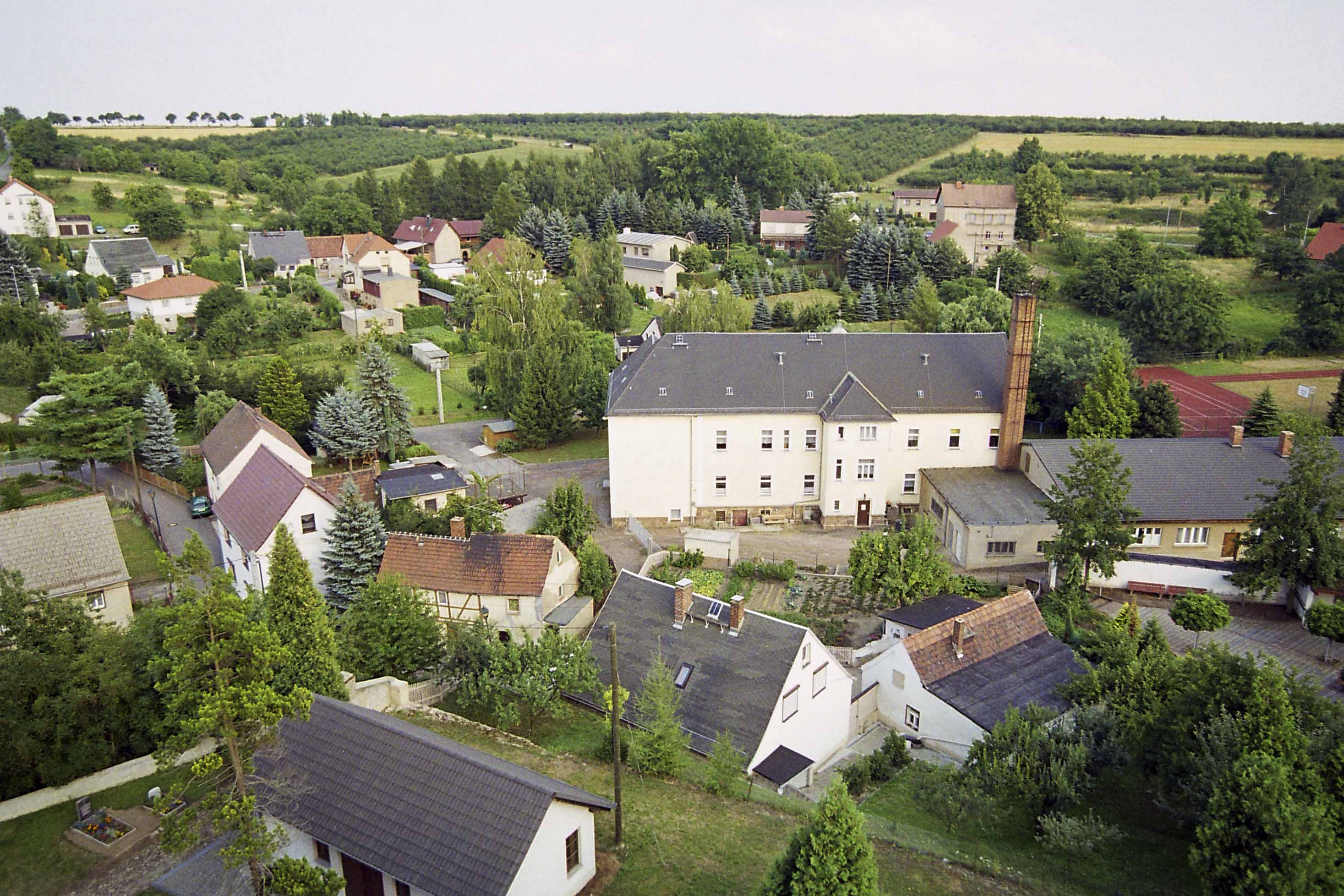
Blick vom Kirchendach nach Nordosten
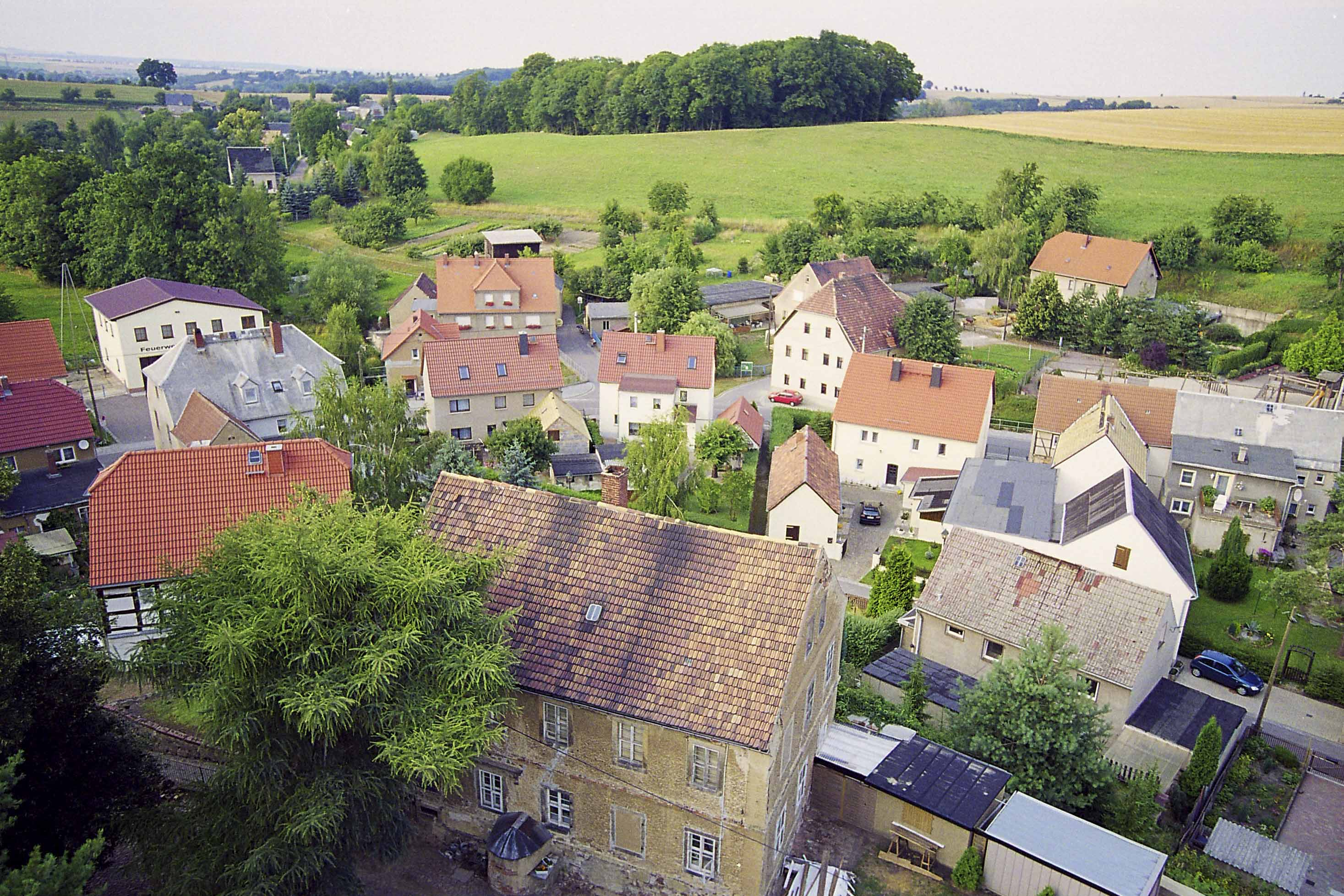
Blick vom Kirchendach nach Südosten
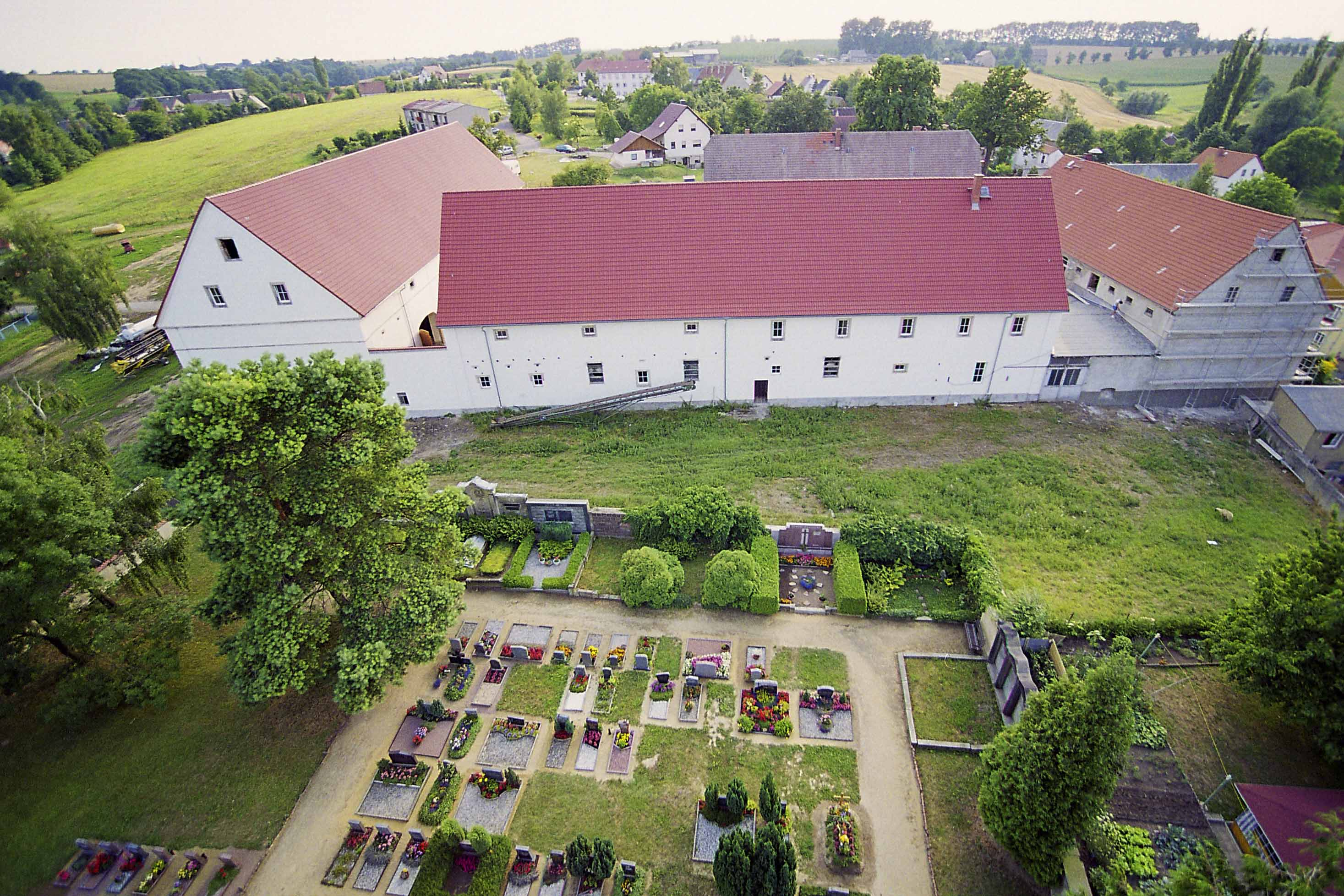
Blick vom Kirchendach nach Westen